# 日比谷ノンフィクションV〜LIVE BY THE C2〜
『日比谷ノンフィクションV〜LIVE BY THE C2〜』（ヒビヤノンフィクションファイブ ライブ バイ ザ シーツー）は、Base Ball Bearの4枚目のライブ映像作品。

## 解説
- 2016年4月30日に日比谷野外大音楽堂で行われたシリーズライブ「日比谷ノンフィクションV〜LIVE BY THE C2〜」の模様を映像化したもの。
- 特典映像として、3人体制となってからライブ当日に至るまでのドキュメント映像を収録。
- ベストアルバム『増補改訂完全版「バンドBのベスト」』と同時発売。

## 収録曲
1. 「それって、for 誰?」part.1
2. 不思議な夜
3. 曖してる
4. こぼさないでShadow
5. short hair
6. PERFECT BLUE
7. ぼくらのfrai awei
8. UNDER THE STAR LIGHT
9. どうしよう
10. 17才
11. changes
12. 十字架You and I
13. ホーリーロンリーマウンテン
14. カシカ
15. 真夏の条件
16. LOVE MATHEMATICS
17. HUMAN
18. 「それって、for 誰?」part.2 (Encore)
19. The End (Encore)
20. 特典映像：「日比谷ノンフィクションV〜LIVE BY THE C2〜」ドキュメント映像